# Pakistan International Airlines

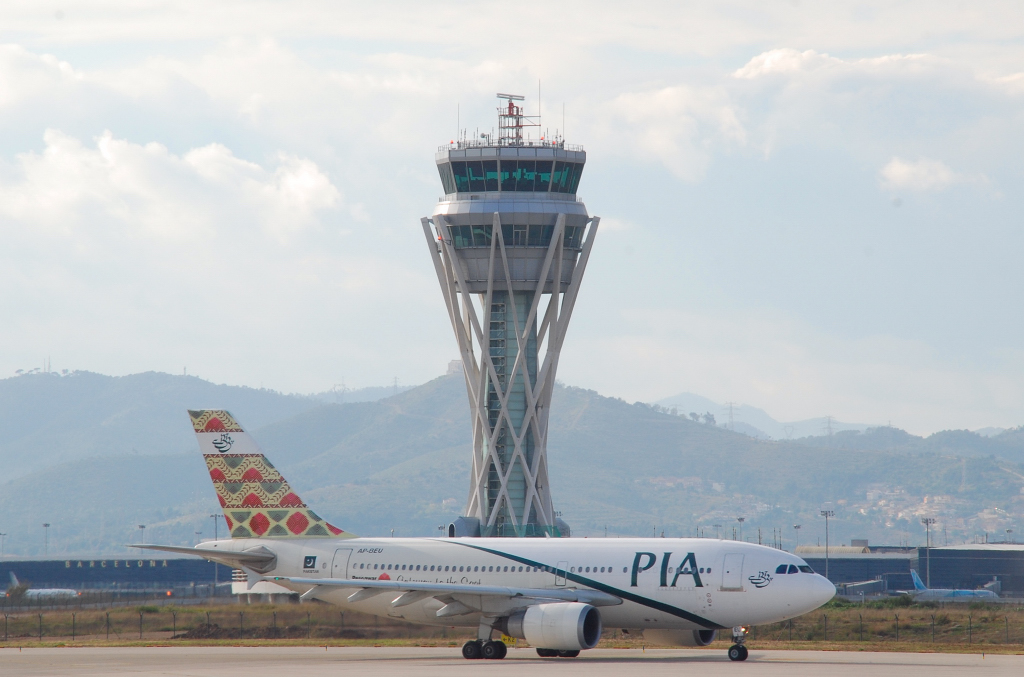
Airbus A310-300 de PIA aparcat a l'Aeroport Internacional de Barcelona.

Pakistan International Airlines (codi IATA: PK; codi OACI: PIA; indicatiu: PAKISTAN) i sovint coneguda com a PIA, és l'aerolínia nacional del Pakistan. El centre de connexions de l'aerolínia és l'Aeroport Internacional Jinnah, situat a Karachi però també disposa de bases a Lahore, Peshawar, Faisalabad, Quetta, Sialkot i Multan. Actualment és una de les companyies aèries més destacades del continent asiàtic i ofereix vols a 24 destinacions domèstiques i 30 d'internacionals repartides per Àsia, Europa i l'Amèrica del Nord. La seva flota consta de 40 avions incloent-hi 12 Airbus A310, 7 ATR 42-500, 6 Boeing 737, 6 Boeing 747 i 9 Boeing 777.